# 晴明丘
晴明丘（せいめいがおか）は大阪市阿倍野区の南西部一帯（松虫通以南、あべの筋以西）の汎称地名。

## 概要
晴明丘と呼ばれる地区は、旧住吉区阿倍野町の南部（概ね現在の晴明通・阿倍野元町・橋本町・相生通あたり）とその南の北畠・帝塚山・万代を含む範囲となる。
阿倍野区内の金塚・常盤・高松・丸山・晴明丘・王子・阿倍野・阪南・長池・文の里からなる連合町会の名称でもある。当地区は文教地区として知られる。 
晴明通・橋本町・相生通・北畠・帝塚山は大阪市内に6地区ある風致地区の一つである『聖天山風致地区』に位置している（部分的に風致地区でない箇所もある）。

## 晴明丘地区内の施設

### 小学校
- 大阪市立晴明丘小学校

晴明丘南小学校が分離する以前は北畠、帝塚山、万代地区も校区に含まれていた。
- 大阪市立晴明丘南小学校

### 中学校
- 大阪市立阪南中学校

### 高等学校
- 精華女子高等学校（1996年に堺市に移転・現精華高等学校）
- 大阪府立住吉高等学校

### 各種学校
- 戎橋洋裁学校（2010年廃止）

### 専門学校
- 大阪物療専門学校（1988年に堺市に移転）
- 関西社会福祉専門学校

## 脚註
1. ↑  http://www.city.osaka.lg.jp/keikakuchosei/cmsfiles/contents/0000005/5164/huutipanf23.4.1.pdf
2. ↑  http://www.envi.osakafu-u.ac.jp/Ulpd/H18Report/Kohno.pdf